# دينان (بالا لاريجان)
دینان (بالفارسية: دینان) هي قرية تقع في إيران في قسم بالا لاریجان الريفي. يقدر عدد سكانها بـ 94 نسمة بحسب إحصاء 2016.